# Jean Domaine
Jean Domaine (né le 21 août 1922 à La Salle et mort le 11 juillet 2006 à Aoste) est un prêtre catholique valdôtain.
Son nom est lié à la Collégiale de Saint-Ours.

## Biographie
Originaire de La Salle, il est ordonné prêtre le 6 mai 1945 à la cathédrale d'Aoste. Le 18 septembre 1947, il est nommé chanoine de la Collégiale de Saint-Ours, dont il devient le prieur en 1973, jusqu'en 2001.
En 1948, il fonde la chorale de la collégiale.
De 1951 à 1973, il enseigne la religion à l'institut technique pour comptables « Innocent Manzetti » à Aoste.
À partir de 1973, il est aumônier à la prison de Brissogne.
À cause de problèmes de santé, il se retire au prieuré Saint-Jacquême à Saint-Pierre, et décède à l'hôpital d'Aoste.

## Œuvres
Le nom de Jean Domaine est lié au patois francoprovençal valdôtain, car il a composé trois parmi les chants les plus connus dans cette langue :
- Ma verda valaye (= ma verde vallée), hymne non officiel de la Vallée d'Aoste ;
- La désarpa, dédié à la désalpe, événement majeur de la vie montagnarde ;
- La sallereintse, dédié à son village natal, La Salle.

## Hommages et distinctions
À La Salle, le parvis de l'église paroissiale Saint-Cassien porte son nom.
En 1984, il est nommé Chevalier de la République italienne par Sandro Pertini, et Monseigneur par le pape Jean-Paul II.